# Toivo Mikael Kivimäki
Toivo Mikael Kivimäki (Tarvasjoki, 5 de juny de 1886 - Hèlsinki, 6 de maig de 1968) va ser un polític i catedràtic finlandès. Kivimäki va ser primer ministre de Finlàndia de 1932 a 1936.
Abans havia estat ministre d'interior i de justícia. Va ser candidat presidencial en les eleccions de 1940. De 1940 a 1944 va ser ambaixador de Finlàndia a Berlín. El 1946 se li va condemnar a presó per haver estat infiltrat en la guerra de continuació.